# Metro de Vílnius
El metro de Vílnius (lituà: Vilniaus metropolitenas) és un sistema de Metro en la capital de Lituània, Vílnius. Actualment hi ha tres línies en projecte per connectar els districtes més poblats de la ciutat. El seu propòsit és rebaixar la congestió de trànsit, que va augmentar significativament els anys 1990 i 2000. El 2001 l'alcalde Artūras Zuokas va demanar suport internacional per un estudi de viabilitat del sistema proposat. La proposta va ser aprovada com a part del pla director de la ciutat pel Consell Municipal de Vílnius el 2002. Systra va ser escollit per la ciutat com a soci d'estudi; l'Scott Wilson Group va dirigir un estudi de viabilitat publicoprivat durant 2005 i 2006.
Durant 2007, el projecte va ser un tema de debat intens per polítics i ciutadans. Les preocupacions inclouïen el cost (uns 890 milions d'euros), la possibilitat que les vibracions afectessin els edificis històrics del Centre històric de Vílnius, i la percepció que els carrers serien tancats. El projecte va ser acceptat pel govern lituà com una concessió el 2014, però el president lituà Dalia Grybauskaitė va vetar la llei.
El 2018 el Seimas de la República de Lituània va promulgar un nou projecte de metro per realitzar-se l'1 de gener de 2020. Aquest projecte permetia inversors privats per començar la construcció del metro a Lituània. Els projectes haurien de ser implementats per municipis, que haurien de ser capaços de participar en fins al 50 per cent de les accions de les empreses constructores. Els projectes es desenvoluparien en col·laboració o concessió de les empreses estatals i privades.

## Línies proposades
1. Pilaitė-Centre
2. Pašilaičiai-Estació central-Lazdynai (Una línia circular)
3. Justiniškės-Antakalnis